# Krešimir Ačkar
Krešimir Ačkar (Zagreb, 31. kolovoza 1983.) hrvatski je političar. Trenutačno je gradonačelnik Velike Gorice i saborski zastupnik. Član je HDZ-a i saborski zastupnik u 11. sazivu, kao i u prethodnom 10. sazivu.
Prvi je puta izabran za gradonačelnika Velike Gorice u prvom krugu izbora 2021. s osvojenih 50,1 % glasova. Ačkar se za gradonačelnika kandidirao nakon što je više od pola godine kao zamjenik gradonačelnika obavljao funkciju v.d. gradonačelnika.
Na lokalnim izborima 2025. godine, u prvom je krugu izbora za gradonačelnika Velike Gorice dobio 72,55 % glasova, čime je dobio drugi mandat.
Završio je Filozofsko-teološki studij pri Katoličkom bogoslovnom fakultetu Sveučilišta u Zagrebu (VSS – magistar teologije).